# وزگ منصورآباد
وزگ منصورآباد ، روستایی از توابع بخش مرکزی شهرستان بویراحمد در استان کهگیلویه و بویراحمد ایران است. این روستا دارای آب و هوایی مرطوب و سرد در پاییز و زمستان و معتدل و خنک در بهار و تابستان است. کوه‌های باهی و تامر جلو ه ای زیبا به این روستا بخشیده‌اند.
در پاییز و زمستان برف زیادی روی کوه‌های باهی و تامر می‌نشیند و گاهی این برفها تا اواسط خرداد هم بالای این کوه‌های زیبا خودنمایی می‌کنند.
دره آسیاب یکی از بخش‌های زیبای وزگ است که آب زیادی که از کوه پربرف باهی سرازیر می‌شود از راه این دره به سمت باغ‌ها و نهایتاً رود بشار هدایت می‌شود

## جمعیت
این روستا در دهستان سررود جنوبی قرار دارد و براساس سرشماری مرکز آمار ایران در سال ۱۳۸۵، جمعیت آن ۵۹۲ نفر (۱۳۲خانوار) بوده‌است.
نزدیک به ۳۰۰ خانه و جمعیت بالای ۱۰۰۰ نفر
فاصله تا شهر یاسوج ۲۵ کیلومتر